# František Cyril Kampelík

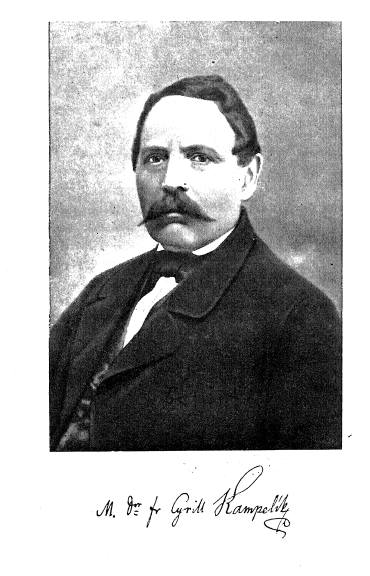
František Cyril Kampelík

František Cyril Kampelík (* 28. Juni 1805 in Syřenov; † 8. Juni 1872 in Kukleny) war ein tschechischer Volksaufklärer und Begründer der Selbsthilfe-Genossenschaften.

## Leben
Der Sohn eines Landwirts besuchte bis 1824 das Gymnasium in Jitschin und war danach zwei Jahre lang als Hauslehrer in Planian tätig. Anschließend studierte er tschechische Literatur an der Brünner Philosophischen Akademie. Daneben erlernte er die serbische, polnische und russische Sprache. Während seiner Studienzeit schloss er sich der patriotischen Bewegung an, der u. a. auch František Matouš Klácel angehörte.
Nach dem Tod seiner Eltern musste Kampelík aus finanziellen Gründen auf das Brünner Priesterseminar wechseln. Dort setzte er sich weiterhin für das tschechische Nationalbewusstsein ein und gründete am Seminar eine tschechische Bibliothek. Er unterhielt rege Korrespondenz mit weiteren Volksaufklärern, darunter mit Jan Ohéral, Pavel Josef Šafařík, František Sušil, Šebestián Hněvkovský und Alois Vojtěch Šembera. Als Slawist war ihm auch die Zusammenarbeit mit dem slowakischen Aufklärer Ján Kollár von großer Bedeutung.
Nach Studienabschluss 1834 bemühte er sich vergeblich um eine Professorenstelle, so dass er als Privatlehrer wirkte. Daneben gründete er in weiteren Städten Mährens und der Slowakei Bibliotheken. Um diese Zeit begann er mit der literarischen Tätigkeit und veröffentlicht Gedichte. Außerdem begann er in Wien mit dem Studium der Rechtswissenschaften und wechselte später zur Medizin.
1836 wurden seine ersten Bücher veröffentlicht. Er unterstützte aktiv den Leserverein tschechischer Juristen und Mediziner. Als dessen Vorsitzender kam er zum ersten Mal in Konflikt mit dem Gesetz und wurde für fünf Monate inhaftiert. 
Im August 1843 promovierte Kampelík zum Doktor der Medizin und eröffnete eine Arztpraxis in Leitomischl. Daneben hielt er an der dortigen Akademie Vorlesungen. Zwei Jahre später verließ er Leitomischl und eröffnete in Prag eine Arztpraxis. Dort veröffentlichte er weiterhin patriotische Schriften und gründete 1846 den Prager Bürgerverein Měšťanská beseda, der sich eine Beratung von Bürgern und Arbeitern zum Ziel setzte. Als Organ des Vereins gründete er die Zeitschrift Hlasník und schrieb weitere politische Abhandlungen. Der Bürgerverein traf sich damals oft auf dem sogenannten Pferdemarkt (Koňský trh), der später auf Anregung Kampelíks in Václavské náměstí (Wenzelsplatz) umbenannt wurde. 
Im Revolutionsjahr 1848 war Kampelík vor allem auf dem Land tätig und suchte Unterstützung in der Umgebung Prags. Nach dem Scheitern der Revolution flüchtete er und setzte sich nach Belgrad ab. Ende des Jahres kehrte er nach einem kurzen Aufenthalt in Prag nach Nová Páka zurück und gründete in der Folgezeit weitere Bürgervereine. 1849 eröffnete er in Königinhof an der Elbe eine Arztpraxis, zog jedoch schon kurz darauf nach Vamberk. Wegen politischer Verfolgung floh er in die Slowakei und später nach Moskau. 
Nach der Rückkehr ließ er sich 1860 in Kukleny bei Königgrätz nieder. Sein Interesse galt zu diesem Zeitpunkt volkswirtschaftlichen Problemen, die er im Buch Průmyslové návrhy zusammenfasste. In diesem Werk beschäftigte er sich auch mit der Bedeutung der genossenschaftlichen Bewegung in Deutschland. Er schlug die Gründung kleiner Sparkassen auf dem Lande vor, die aus dem gesammelten Kapital günstige Darlehen gewähren sollten und entwarf die entsprechenden Satzungen und die organisatorischen Strukturen. Die auf dem Lande errichteten Kassen wurden zu seinen Ehren Kampeličky genannt. Aus seinem Vermögen gründete er zudem einige Versicherungen, die Schäden am Vermögen und Leben versicherten (Assekuranzen). Seine Schaffenskraft in Kukleny wurde jedoch durch Krankheiten behindert.

## Werke

### Aufsätze
- Práva naší řeči a národnosti (Rechte unserer Sprache und Nationalität, 1845)
- Krása a výbornost česko-slovanského jazyka (Schönheit der tschechisch-slawischen Sprache)
- Obrana českého jazyka proti utlačovatelům a odpůrcům (Verteidigung der tschechischen Sprache gegenüber ihren Unterdrückern und Gegnern, 1847)
- Druh ústavy vůbec čili v čem záleží konštituce (Verfassungsart allgemein oder worin besteht die Konstitution)
- Hněv mateře Prahy (Zorn der Mutter Prag)

### Bücher
- Průmyslové návrhy (Industrievorschläge, 1859)
- Stav Rakouska a jeho budoucnost (Zustand Österreichs und seine Zukunft) 1860
- Spořitelny po farských kollaturách orbě, řemeslu a svízelu pomohou, 1861